# Храмове и манастири във Враца

## Храмове
- Митрополитски храм „Св. Николай“

Тя е строена в периода 1865 – 1867 година, като в изграждането ѝ е участвало цялото население на града. Храмът се нарича митрополитски, защото тук се покоят тленните останки на Врачанския Архиерей след Освобождението. Първите икони в храма са рисувани от Станислав Доспевски. През 1887 г. е изработен нов иконостас от дебърския майстор Антон Г. Станишев. През 1908 г. е издигната днешната осемстенна камбанария, а 22 години по-късно е прибавена артика с една стая. Впоследствие притворът му е отделен, за да служи за параклис.
- Катедрален храм „Свети Апостоли“

построен през 1898 г.
- Възнесенска църква храм-паметник „Свети Софроний, епископ Врачански“

построена през 1848 г.
- Църква "Св. Константин и Елена” (Св. Царей)

построена през 1870 г.
- Храм "Св. Мина”

построен през 2013 г.
- Католически храм "Успение Богородично”

построен през 2014 – 2017 г.
- Църква "Св. Троица”

Намира се в близкото планинско село Згориград

## Манастири
- Бистрецки манастир „Св. Иван Рилски – Пустиножител“

От края на 16 и началото на 17 век. Намира се в местността над кв. Бистрец
- Мътнишки манастир "Свети Николай”

основан през 17 век

## Още
- Ески джамия – от края на 18 и началото на 19 век, обявена за архитектурен и художествен паметник в ДВ бр. 94 от 1972 г., преустроена в Природозащитен център Натура през 2008 г.

- В близост до Враца се намира действащият и до днес Черепишки манастир "Успение Богородично” – основан през 14 век